# Дзинтари (Даугавпилс)
Дзи́нтари (латыш. Dzintari) — микрорайон в западной части Даугавпилса. Тянется вдоль правого берега Даугавы в границах застройки улицы Даугавас. Занимает 0,52 % от площади города, являясь, таким образом, самым маленьким микрорайоном Даугавпилса.
Один из шести микрорайонов Даугавпилса, в которых до сих пор отсутствует централизованное водоснабжение.
В пределах территории микрорайона произрастает два охраняемых вида сосудистых растений (Draba nemorosa и Pulsatilla pratensis), занесённых в Красную книгу Латвии.